# Mike Glenn
Mike Theodore Glenn (Rome, 10 settembre 1955) è un ex cestista statunitense, professionista nella NBA.

## Carriera
Venne selezionato dai Chicago Bulls al secondo giro del Draft NBA 1977 (23ª scelta assoluta).

## Statistiche

### NBA

#### Regular season
| Anno      | Squadra         | PG  | PT | MP   | TC%  | 3P%  | TL%  | RP  | AP  | PRP | SP  | PP  |
| --------- | --------------- | --- | -- | ---- | ---- | ---- | ---- | --- | --- | --- | --- | --- |
| 1977-1978 | Buffalo Braves  | 56  | -  | 16,9 | 52,7 | -    | 78,5 | 1,4 | 1,4 | 0,6 | 0,1 | 7,9 |
| 1978-1979 | N.Y. Knicks     | 75  | -  | 15,6 | 54,1 | -    | 90,5 | 1,1 | 1,8 | 0,5 | 0,1 | 7,8 |
| 1979-1980 | N.Y. Knicks     | 75  | -  | 10,7 | 51,6 | 20,0 | 86,3 | 0,9 | 1,1 | 0,5 | 0,1 | 5,9 |
| 1980-1981 | N.Y. Knicks     | 82  | -  | 18,4 | 55,8 | 36,4 | 89,1 | 1,1 | 1,3 | 0,9 | 0,1 | 8,2 |
| 1981-1982 | Atlanta Hawks   | 49  | 0  | 17,0 | 54,3 | 50,0 | 88,1 | 1,2 | 1,8 | 0,5 | 0,1 | 7,7 |
| 1982-1983 | Atlanta Hawks   | 73  | 4  | 15,4 | 51,8 | 0,0  | 83,1 | 1,2 | 1,7 | 0,4 | 0,1 | 7,3 |
| 1983-1984 | Atlanta Hawks   | 81  | 0  | 18,6 | 56,3 | 50,0 | 80,0 | 1,3 | 2,1 | 0,6 | 0,1 | 8,4 |
| 1984-1985 | Atlanta Hawks   | 60  | 5  | 18,8 | 58,8 | 0,0  | 81,6 | 1,4 | 2,0 | 0,5 | 0,0 | 8,6 |
| 1985-1986 | Milwaukee Bucks | 38  | 1  | 15,1 | 49,5 | -    | 95,9 | 1,5 | 1,0 | 0,2 | 0,1 | 6,2 |
| 1986-1987 | Milwaukee Bucks | 4   | 0  | 8,5  | 38,5 | -    | 71,4 | 0,5 | 0,3 | 0,3 | 0,0 | 3,8 |
| Carriera  | Carriera        | 593 | 10 | 16,2 | 54,2 | -    | 85,5 | 1,2 | 1,6 | 0,5 | 0,1 | 7,6 |

#### Play-off
| Anno     | Squadra         | PG | PT | MP   | TC%  | 3P% | TL%  | RP  | AP  | PRP | SP  | PP  |
| -------- | --------------- | -- | -- | ---- | ---- | --- | ---- | --- | --- | --- | --- | --- |
| 1981     | N.Y. Knicks     | 2  | -  | 13,0 | 57,1 | 0,0 | 100  | 2,0 | 0,5 | 0,5 | 0,0 | 5,5 |
| 1982     | Atlanta Hawks   | 2  | -  | 17,5 | 71,4 | -   | 100  | 0,5 | 1,0 | 1,5 | 0,0 | 6,0 |
| 1983     | Atlanta Hawks   | 3  | -  | 22,3 | 54,5 | -   | 100  | 1,7 | 1,0 | 0,7 | 0,0 | 9,3 |
| 1984     | Atlanta Hawks   | 5  | -  | 10,6 | 35,7 | -   | -    | 1,0 | 1,0 | 0,4 | 0,0 | 2,0 |
| 1986     | Milwaukee Bucks | 10 | 0  | 11,4 | 36,1 | 0,0 | 83,3 | 1,1 | 0,8 | 0,1 | 0,0 | 3,6 |
| Carriera | Carriera        | 22 | 0  | 13,4 | 45,3 | 0,0 | 90,5 | 1,2 | 0,9 | 0,4 | 0,0 | 4,4 |